# 奇塞拉诺
奇塞拉诺（義大利語：Ciserano），是意大利贝加莫省的一个市镇。总面积5平方公里，人口5698人，人口密度1139.6人/平方公里（2009年）。国家统计（ISTAT）代码为016075。